# Дерманчев, Георгий
Георгий Василев Дерманчев (болг. Георги Василев Дерманчев; 11 января 1857, Ташбунар, Бессарабская область, Российская империя — 12 января 1927, София, Болгария) — болгарский офицер, участник Сербско-болгарской войны, Первой и Второй Балканской войны.

## Биография
Георгий Дерманчев родился 11 января 1857 года в Ташбунаре в семье бессарабских болгар. Учился в Болградской гимназии, а по объявлению Русско-турецкой войны записался добровольцем и участвовал в обороне Шипки. После освобождения он поступил на первый выпуск Военного училища в Софии и в 1879 году окончил и был произведён в чин подпоручика. В 1883 году окончил Николаевскую военную академию.
Во время Сербско-Болгарской войны ротмистр Дерманчев был начальником штаба Северного отряда и первым помощником коменданта Видинской крепости. В боях под Ломом и Белоградчиком командовал колонной. С вверенными ему частями Георгий принял участие в битве при Гайтанци 15 ноября 1885 года. За заслуги в войне награждён княжеским орденом «Святой Александр» V степени.
Дерманчев участвовал в свержении князя Александра Баттенберга, за что был уволен из армии и эмигрировал в Россию. После решения так называемого "эмигрантского вопроса" в 1898 году вернулся в Болгарию и вновь поступил на службу.
Во время Первой Балканской войны Георгий Дерманчев был мобилизован в штаб-квартиру 8-й пехотной дивизии начальником связей и этапов 3-й армии. Принял участие в Чаталджинском сражении.
Во время Первой мировой войны подписал протест царю Фердинанду по поводу вовлечения Болгарии в войну на стороне Центральных держав.
Полковник Георгий Дерманчев скончался 12 января 1927 года в Софии.

## Награды
- Кавалер ордена «Святой Александр» V степени